# J-N05
J-N05(ジェイエヌ ゼロゴ)は、日本電気（現・NECカシオ モバイルコミュニケーションズ）が製造し、J-フォン（現・ソフトバンク）が販売していたPDC通信方式の携帯電話端末である。

## 特徴
同社としては初となる写メール対応端末でかつカメラ搭載機種である。
撮影機能は、4コマ連写が可能な「メールアニメ撮影」、9コマ連写が可能な「ファインアニメ撮影」、最大20コマ・約5秒の動画撮影が可能な「アクションビュー撮影」が用意されている。なお、静止画とメールアニメ撮影で撮影した連写画像以外はメールに添付して送受信することはできない。
ちなみに、メインディスプレイはソフトウェア処理により最大26万色の表示が可能となっている。